# Konstantín Novosiólov
Konstantín Serguéievich Novosiólov (en ruso: Константи́н Серге́евич Новосёлов) (Nizhni Taguil, URSS, 23 de agosto de 1974) es un físico ruso-británico conocido por sus trabajos sobre el grafeno junto con Andréy Gueim, por los cuales recibieron el Premio Nobel de Física en 2010. Es miembro del grupo de trabajo de mesoscópica de la Universidad de Mánchester como investigador de la Royal Society.

## Trayectoria
Konstantin (Kostya, diminutivo en ruso) Novoselov nació en Nizhny Tagil (Unión Soviética) en 1974, se licenció en 1997 en el Instituto de Física y Tecnología de Moscú y se doctoró en la Universidad Radboud de Nimega en 2004 por un trabajo supervisado por Andre Geim.
Novoselov ha publicado 475 trabajos de investigación revisados por expertos sobre diversos temas, como la superconductividad mesoscópica (magnetometría Hall) a partir de enero de 2024, los movimientos subatómicos de las paredes de dominios magnéticos, el descubrimiento de la cinta gecko y el grafeno.
Novoselov participó en el proyecto Graphene Flagship-una iniciativa de 1.000 millones de euros de la Comisión Europea- y apareció en la película oficial de promoción del proyecto.
Novoselov fue el primer Director del Instituto Nacional del Grafeno y forma parte del Comité Científico Asesor Internacional del Centro de Excelencia ARC de Australia en Tecnologías Futuras de Electrónica de Baja Energía.
Novoselov también recibió una beca inicial del Consejo Europeo de Investigación.
Novoselov entró en una preselección de científicos con múltiples artículos de actualidad en los 2007-2008 (compartió el segundo puesto con 13 artículos de actualidad) y 2009 (quinto puesto con 12 artículos de actualidad).
En 2014, Kostya Novoselov fue incluido en la lista de los investigadores más citados. También se le incluyó entre los 17 investigadores más destacados del mundo: «personas que han publicado el mayor número de artículos de actualidad durante 2012-2013».

## Premios
- - 2007 Premio Europeo de la Ciencia Nicholas Kurti "para promover y reconocer la labor novedosa de jóvenes científicos que trabajan en los campos de las bajas temperaturas y/o los altos campos magnéticos".[19]
  - 2008 Technology Review-35 Joven Innovador.[20]
  - 2008 Investigador del Año de la Universidad de Manchester.[21]
  - 2008 Premio de Eurofísica, junto con Geim, "por descubrir y aislar una única capa atómica independiente de carbono (grafeno) y dilucidar sus notables propiedades electrónicas".[22][23]
  - 2008 Premio Joven Científico de la Unión Internacional de Física Pura y Aplicada, "por su contribución al descubrimiento del grafeno y por ser pionero en el estudio de sus extraordinarias propiedades".[24]
  - 2010 Premio Nobel de Física, junto con Andre Geim, «por experimentos pioneros sobre el material grafeno».[25]
  - 2010 Caballero Comendador de la Orden del León de los Países Bajos.[26]
  - 2010 Miembro Honorario de la Real Sociedad de Química (HonFRSC).[27]
  - 2010 Profesor Honorario del Instituto de Física y Tecnología de Moscú.[21]
  - 2011 Doctor honoris causa por la Universidad de Manchester[21]
  - 2011 Honorary Fellow of the Institute of Physics (HonFInstP)[28]
  - 2011 Elegido miembro de la Royal Society (FRS).[29]
  - 2011 Premio W. L. Bragg Lecture de la Unión Internacional de Cristalografía «... por su trabajo sobre cristales atómicos bidimensionales»”[21]
  - 2012 Knight Bachelor in the 2012 New Year Honours por sus servicios a la ciencia.[30]
  - 2012 Elegido entre los "Britain's 50 New Radicals" por NESTA y The Observer[31]
  - 2012 The Kohn Prize Lecture “...por el desarrollo de una nueva clase de materiales: cristales atómicos bidimensionales”[32]
  - 2013 Nombrado catedrático Langworthy de Física de la Universidad de Manchester.[33]
  - 2013 Medalla Leverhulme (Royal Society) "....por su revolucionario trabajo sobre el grafeno, otros cristales bidimensionales y sus heteroestructuras, que tiene un gran potencial para diversas aplicaciones, desde la electrónica hasta la energía"[34]
  - 2013 Galardonado con la Libertad Honoraria de la Ciudad de Mánchester "por su revolucionario trabajo sobre el grafeno», véase Lista de galardonados con la Libertad de la Ciudad".[35]
  - 2013 Elegido miembro extranjero de la Academia Búlgara de Ciencias.[36]
  - 2014 2º puesto en la sección Descubrimientos del Concurso Nacional de Fotografía Científica.[37]
  - 2014 Incluido en una lista de los investigadores más citados. También fue nombrado entre los 17 investigadores más candentes de todo el mundo: "individuos que han publicado el mayor número de artículos candentes durante 2012-2013".[38]
  - 2014 Galardonado con la Medalla Onsager.[39]
  - 2015 Elegido miembro de la Academia Europaea.[40]
  - 2016 Galardonado con la Medalla del Carbono.[41]
  - 2016 Galardonado con la Medalla Dalton.[42]
  - 2019 Elegido asociado extranjero de la Academia Nacional de Ciencias de Estados Unidos.[43]
  - 2019 Elegido miembro de la Academia de Materiales de Asia y el Pacífico.[44]
  - 2019 Premio y conferencia Otto Warburg de la Fundación de Química Otto Warburg "por el descubrimiento de las inusuales propiedades cuánticas de materiales bidimensionales de un átomo de espesor".[45]
  - 2022 Se le concede el título de Profesor John von Neumann. El título lo conceden conjuntamente la Universidad de Tecnología y Economía de Budapest (BME) y la Sociedad Informática John von Neumann.[46]
  - 2023 Elegido miembro extranjero de la Academia China de Ciencias.[47]
  - 2022 Premio Internacional Fray de Sostenibilidad.[48]
  - 2023 Medalla Kublai Khan de la Academia de Ciencias de Mongolia.[45]
  - 2023 Premio de Ciencia de los Nanomateriales.[49]